# Pulsoreactor

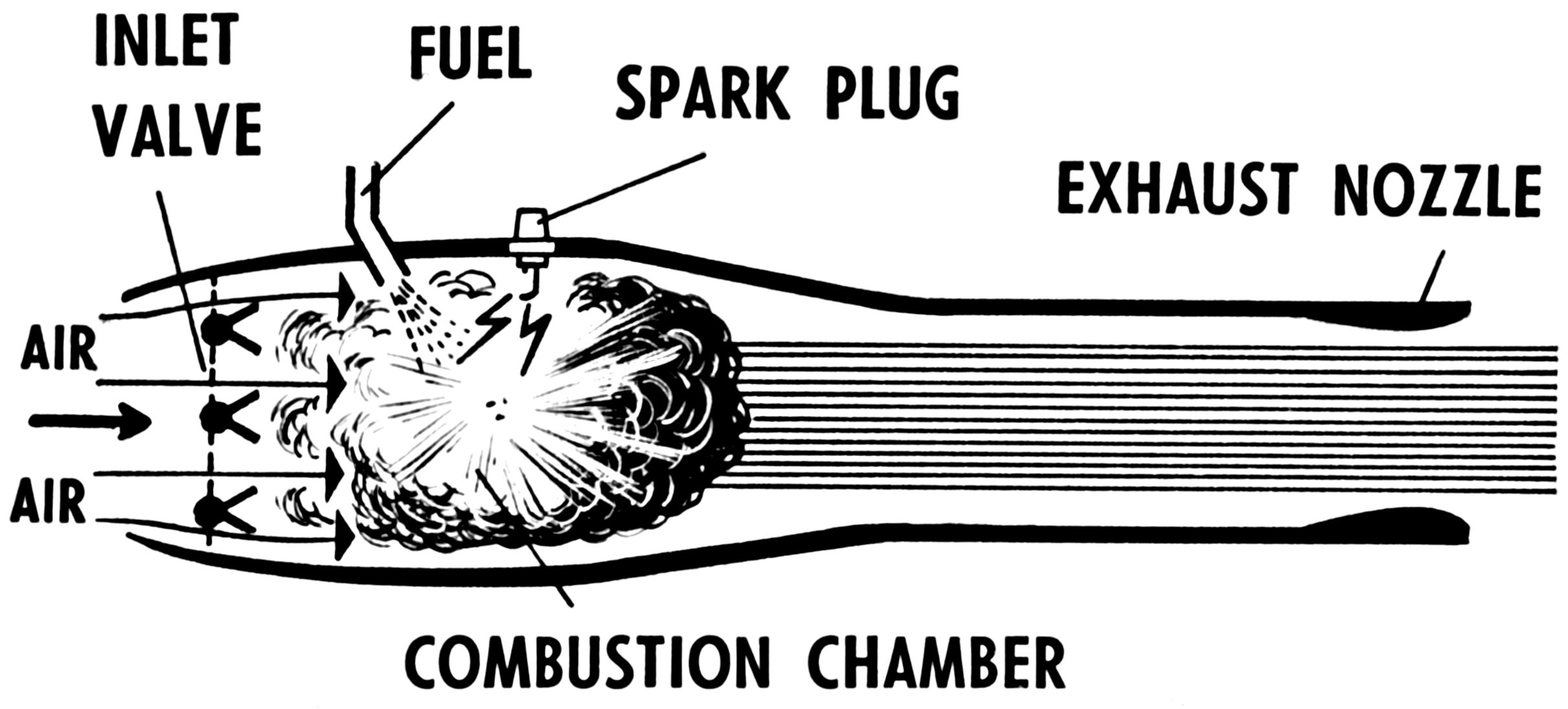
Pulsoreactor.

Pulsoreactorul este un tip de motor cu reacție în care arderea are loc în impulsuri. Un motor cu jet de impulsuri poate fi realizat cu puține piese în mișcare sau deloc, și este capabil să funcționeze static.